# Iroquois Nationals
Iroquois Nationals er det irokesiske landshold i lacrosse. Holdet består af medlemmer fra de seks stammer som udgør irokeserforbundet og blev i 1990 anerkendt af Federation of International Lacrosse (FIL) som et landshold og dermed sidestillet med andre medlemmer som Canada og Japan. Iroquois Nationals er dermed det eneste indianske hold som deltager i en sport på internationalt niveau.